# János Bánfi
János Bánfi (Újkígyós, 9 novembre 1969) è un ex calciatore ungherese, di ruolo difensore.

## Carriera
Ha giocato in massima serie ungherese, in particolare con le maglie di Kispest Honved (vincendo il campionato 1990-1991) e Vac. Dal 1995 si trasferì in Belgio all'Eendracht Aalst, dove nel 1998 chiuse la carriera professionistica.

### Nazionale
Dal 1992 al 1997 al disputato 25 presenze con la Nazionale maggiore ungherese, indossando diverse volte anche la fascia di capitano.

## Palmares
- Campionato ungherese: 1

Honved: 1990-1991